# Pierre Antoine Renault
Pour les articles homonymes, voir Renault (homonymie).
Pierre Antoine Renault, né en 1750 à Rouen et mort le 21 avril 1835 à Alençon, est un botaniste français.

## Biographie
Il enseigne l’histoire naturelle à l’école centrale d’Alençon. Il est notamment l’auteur d’un Mémoire sur la culture des pommiers dans toute l'étendue de la République française (an III), d’une Flore du département de l'Orne (imprimerie de Malassis le jeune, Alençon, an XII) et d’une Notice sur la nature et la culture du pommier, la qualité des pommes et leur vraie combinaison pour faire un cidre délicat et bienfaisant (Mme Huzard, Paris, 1817).